# Louis de La Vergne-Montenard de Tressan (1638-1712)
Pour les articles homonymes, voir La Vergne.
Ne doit pas être confondu avec Louis de La Vergne-Montenard de Tressan (archevêque de Rouen).
Louis de La Vergne de Montenard de Tressan, né le 13 septembre 1638 et mort au Mans le 26 janvier 1712, est un prélat français du XVIIe siècle et du début du XVIIIe siècle, évêque de Vabres puis évêque du Mans.  

## Biographie
Il est issu d'une famille noble du Languedoc, le fils de François II de la Vergne, seigneur de Tressan, et de Louise de Montenard.
Après avoir été employé à différentes négociations en Allemagne, Louis de la Vergne devient aumônier et maître de la chapelle de Philippe, duc d'Orléans, et grand vicaire de l'évêque de Narbonne. En 1669 il est nommé évêque de Vabres et en 1671, il est transféré au diocèse du Mans. En outre, il obtient deux bénéfices : dès 1674, il est nommé prieur commendataire du très riche prieuré de chanoines réguliers de Saint Augustin, Notre-Dame de Cassan, au diocèse de Béziers, puis en 1682, abbé de Bonneval au diocèse de Chartres (1682-1711), qu'il résigne au profit de Louis de La Vergne-Montenard de Tressan (1670-1733), son neveu homonyme, futur archevêque de Rouen (1723-1733). 
Le 2 juin 1673, l'évêque du Mans ondoie le duc de Valois, Alexandre-Louis d'Orléans (1673-1676), fils de Philippe d'Orléans (frère unique de Louis XIV) et de la princesse Palatine, au château de Saint-Cloud.
Louis de La Vergne-Montenard de Tressan apporte dans le diocèse du Mans un ardent esprit de réforme et de discipline, qui lui dicte un grand nombre de règlements, pour l'approbation desquels il assemble un synode où ils sont approuvés, et par sa fermeté il parvient à les faire exécuter.
Il crée trois séminaires dans les presbytères de Gourdaine, de Sargé et dans le prieuré de Saint-Victor, sous la direction des curés. Ces établissements sont ensuite remplacés par le grand-séminaire de Coëffort, dirigé par les lazaristes ou Pères de la mission. Deux chaires de théologie dont aussi fondées par ses soins au collège de l'Oratoire, pour l'instruction des jeunes gens qui se destinent à l'état ecclésiastique : l'église de ce collège est construite des fonds de cette "fondation".
Une discussion s'étant élevée entre l'évêque et son chapitre, à l'occasion de leur juridiction réciproque, dans une matière mixte, le différend est porté au parlement de Paris qui déclare abusive la bulle de Clément VI, dépouille le chapitre de tous ses privilèges, et le remet sous la juridiction de son évêque diocésain.
L'évêché du Mans est alors un évêché de faveur par la bonté de ses revenus, et par l'étendue de son territoire, qui met à la disposition du titulaire un grand nombre de riches bénéfices. On évalue que l'évêque du Mans en présente pour un million de livres tournois.